# Евсеева, Нина Константиновна
Нина Константиновна Евсеева (род. 13 ноября 1960 года, пос. Артезиан, Черноземельский район, Калмыцкая АССР, СССР) — российский скульптор, член-корреспондент Российской академии художеств (2010).

## Биография
Родилась 13 ноября 1960 года в поселке Артезиан республики Калмыкия.
В 1984 году — окончила Пензенское художественное училище имени К. А. Савицкого.
В 2010 году — избрана членом-корреспондентом Российской академии художеств от Южного регионального отделения.
С 1991 года — член Союза художников Российской Федерации.
Основные проекты и произведения:

Работы в области монументального искусства: «Вечер» (1985 г.), «Отец и сын» (1988 г.), «Медитация» (1994 г.), «Калачакра» (2008 г.), «Метафизическая композиция. Тибетский лама» (2004 г.), «Номад» (2002 г.), «Сумо» (1999 г.), «Эхо» (1996 г.), «Муза» (2009 г.), «Пилигрим» (2006 г.), монументально-декоративный комплекс «Ики-Буртул» (1991 г.), «Депортация» (1993 г.)